# Kristaq Sotiri
Kristaq Sotiri (1883–1970) byl albánský fotograf.

## Životopis
Od roku 1922 pracoval jako fotograf a vyznačoval se portréty. Celý svůj život pracoval ve městě Korça. Cílem jeho hledáčku fotoaparátu bylo mnoho lidí ve městě Korçë a okolních provinciích, fotografoval nejen notoricky známé osobnosti, ale také neznámé - žebráky a tuláky a celou řadu svatebních fotografií nevěst a ženichů v jejich svatební den.
Fotografii studoval u svého švagra Krista Shuliho.

## Galerie

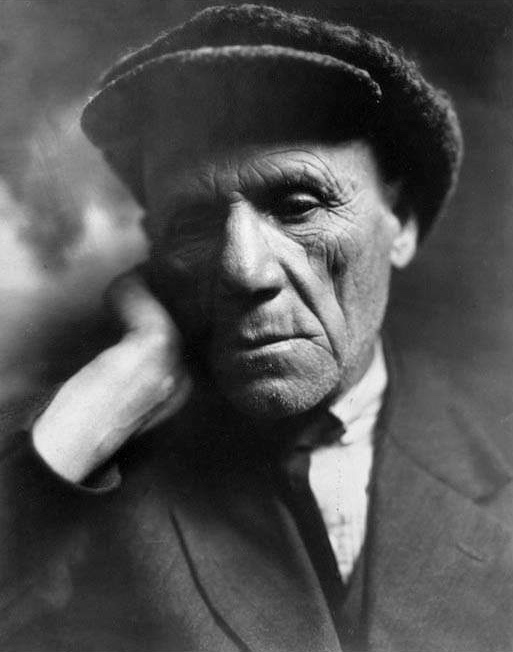
Spiro Konda
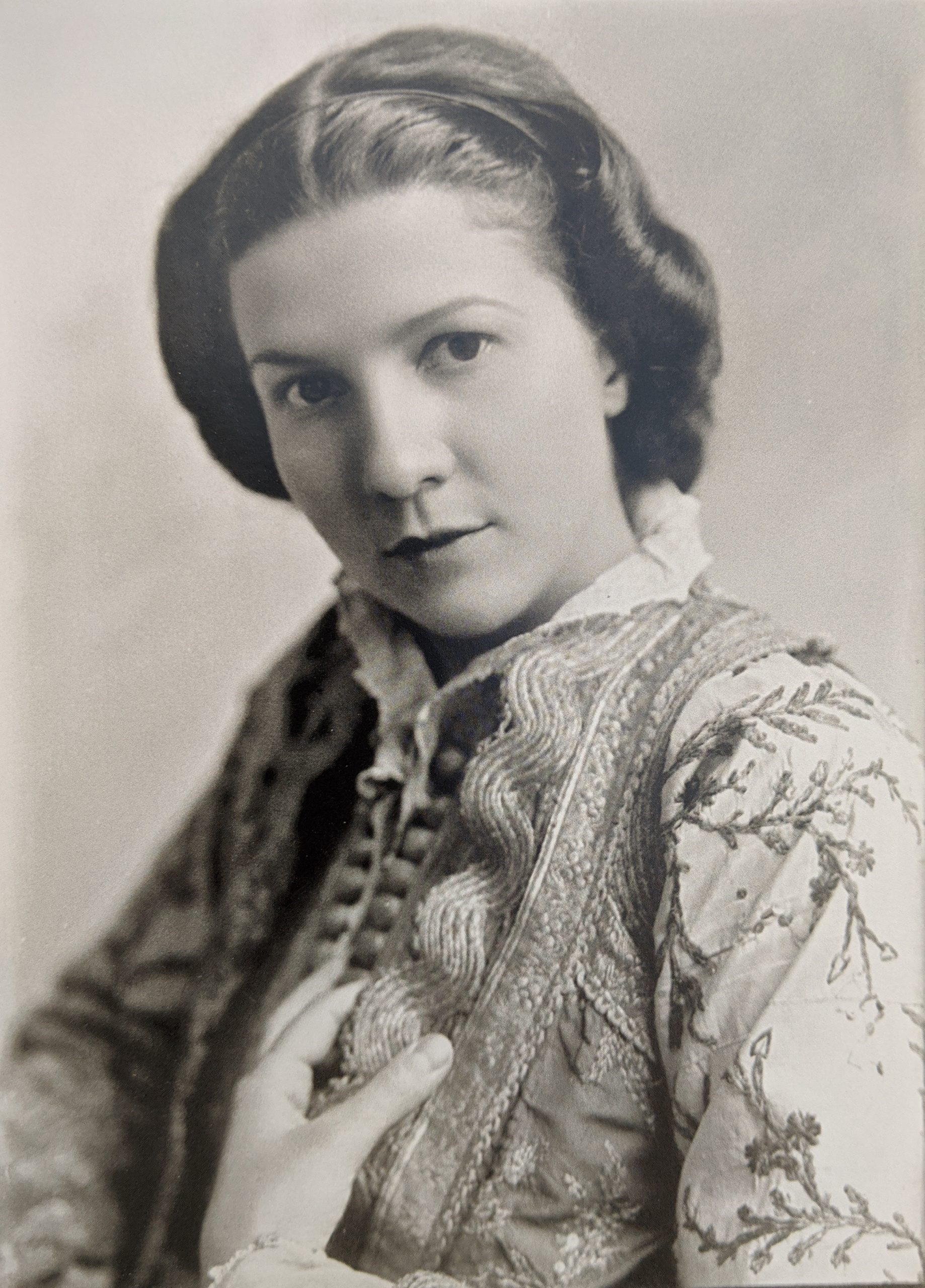
Sabiha Kasimati
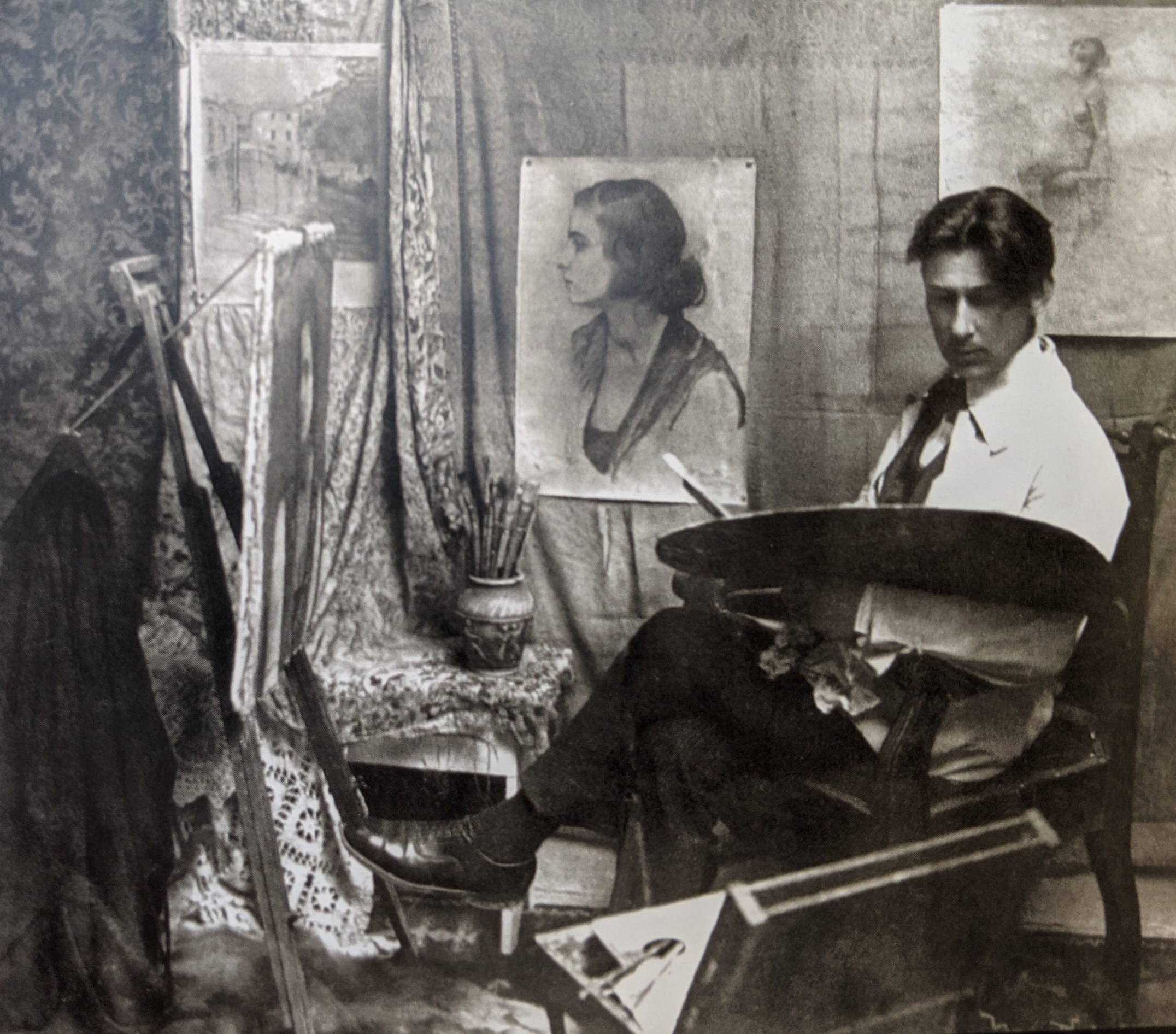
Vangjush Mio ve svém studiu